# Xã Huntington, Quận Luzerne, Pennsylvania
Xã Huntington (tiếng Anh: Huntington Township) là một xã thuộc quận Luzerne, tiểu bang Pennsylvania, Hoa Kỳ. Năm 2010, dân số của xã này là 2.244 người.